# Total Divas (5-й сезон)
Total Divas — американское реалити-шоу, премьера которого состоялась 28 июля 2013 года на телеканале E!. Шоу дает возможность посмотреть на жизнь Див WWE вне ринга и сюжетных историй WWE, показана не только работа, но и личная жизнь. За кадром показано множество моментов того, что происходит за кулисами с участием Див. Четвёртый сезон закончился 29 сентября 2015 года собрав у телеэкранов в среднем 1.15 миллиона зрителей. Ранг за неделю на кабельном телевидении 0.5

## Производство
Реалити дает зрителям возможность посмотреть на жизнь Див WWE не только во время работы в WWE но и окунутся в перипетии лично жизни. Так же показано множество моментов того что происходит за кадром, за кулисами, вне ринга. В отличие от других программ WWE, большинство исполнителей помимо ринг неймов используют свои настоящие имена, что приводит к тому, что Наталья, и Тайсон Кидд упоминаются как Нэтти и Ти-Джей соответственно.
5 сентября 2015 года на одном из порталов освещающих шоу было сказано, что существует большая вероятность того, что Total Divas будет продлен на пятый сезон. В статье говорилось, что четвертый сезон "завершится текущей осенью", а новый сезон "не выйдет в эфир до 2016 года". 9 сентября 2015 года Наоми сообщила в Твиттере, что ее сняли с основного состава после финала четвёртого сезона, который, вышел в эфир 29 сентября. Четвертый сезон мог быть продлен после перерыва, но в итоге решили этого не делать и перейти к пятому сезону. НаомиНаоми предположила, что Аманда Саккоманно которая заняла второе место в WWE Tough Enough может присоединиться к актерскому составу. Позже было подтверждено, что Аманда присоединится к актерскому составу. После выхода в эфир 22 сентября очередного эпизода Total Divas было объявлено, что следующий эпизод будет финалом четвертjого сезона.
5-й сезон был анонсирован 6 октября 2015 года, а его показ начал выходить в эфир в январе 2016 года, когда большинство актеров прошлого сезона вернулись. Наоми была официально выведена из основного состава, а Мэнди Роуз заняла ее место, так же в основной состав вернулась Роза Мендес.

## В ролях

### Главные роли
| Актёр       | Роль                            |
| ----------- | ------------------------------- |
| Алисия Фокс | (Виктория Элизабет Кроуфорд)    |
| Бри Белла   | (Брианна Моник Даниэльсон)      |
| Ева Мари    | (Натали Мари Койл)              |
| Мэнди Роуз  | (Аманда Роуз Саккоманно)        |
| Наталья     | (Натали Кэтрин Нейдхарт-Уилсон) |
| Никки Белла | (Стефани Николь Гарсия-Колас)   |
| Пейдж       | (Сарая-Джейд Бевис)             |
| Роза Мендес | (Милена Летиция Рука)           |

### Второстепенные герои
| Актёр          | Роль                                         |
| -------------- | -------------------------------------------- |
| Бобби Шубенски | (девушка Розы)                               |
| Джим Нейдхарт  | (отец Натальи)                               |
| Джон Сина      | (жених Никки)                                |
| Дольф Зигглер  | (Николас Теодор Немет)                       |
| Дэниел Брайан  | (муж Бри)                                    |
| Кевин Скафф    | (бывший парень Пейдж)                        |
| Кэти Колас     | (мать Бри и Никки)                           |
| Марк Каррано   | (Старший директор WWE по связям с талантами) |
| Рене Янг       | (Рене Джейн Пакетт)                          |
| Саммер Рэй     | (Даниель Луиза Мойнет)                       |
| Тайсон Кидд    | (муж Натальи)                                |
| Элли Нейдхарт  | (мать Натальи)                               |

### Гости
| Актёр            | Роль                       |
| ---------------- | -------------------------- |
| Джей Джей Гарсиа | (брат Бри и Никки)         |
| Дженни Нейдхарт  | (сестра Натальи)           |
| Джимми Усо       | (муж Наоми)                |
| Джонатан Койл    | (муж Евы Мари)             |
| Дин Эмброус      | (Джонатан Дэвид Гуд)       |
| Лилиан Гарсия    | (ринг-анонсер WWE)         |
| Наоми            | (Тринити Фату)             |
| Джо Джо          | (Джозеанн Алекси Офферман) |
| Эмма             | (Тениль Эверил Дэшвуд)     |

## Эпизоды
| № сезона | № серии | Название                                                   | Дата премьеры        | Произв. код | Зрители в США (млн) |
| --- | ------- | ---------------------------------------------------------- | -------------------- | ----------- | ------------------- |
| 59 | 1       | «Любовный треугольник» «Love Triangle»                     | 19 января 2016 года  | 501         | 1.12                |
| Никки не без труда, рассказывает Джону Сине о том, что её бывший парень пытается ухаживать за ней. Пейдж на грани того, чтобы разорвать помолвку, а Бри рассуждает о новом карьерном этапе Брайана. |         |                                                            |                      |             |                     |
| 60 | 2       | «Участие в SummerSlam» «A SummerSlam Engagement»           | 26 января 2016 года  | 502         | 0.94                |
| Опасения Нэтти, что она пропустит SummerSlam всё более реальны. Алисия чувствует неуважение со стороны своей лучшей подруги Пейдж, а Джон Сина удивляет Никки тем, что он наконец-то готов к браку. |         |                                                            |                      |             |                     |
| 61 | 3       | «Правда о кошках и Дивах» «The Truth About Cats and Divas» | 2 февраля 2016 года  | 503         | 0.84                |
| Дивизион Див удивлён тем, что Ева Мари возвращается в число активных участниц ростера. Нэтти устраивает звёздную вечеринку-сюрприз для Ти-Джея, чтобы поднять ему настроение, а Беллы конфликтуют из-за подписания соглашения. |         |                                                            |                      |             |                     |
| 62 | 4       | «Разговоры о городе» «Talk of The Town»                    | 9 февраля 2016 года  | 504         | 0.81                |
| Никки стремится к тому чтоб быть похожей на Марией Шрайвер чтобы стать мотиватором, но Бри посмеивается над ней. Пейдж и Роза поддерживают Алисию, когда та узнает, что ее новый парень лгал ей, а Мэнди задается вопросом, не совершила ли она ошибку, согласившись с Евой.                                                                      |         |                                                            |                      |             |                     |
| 63 | 5       | «Приходи и правь» «Come Reign or Shine»                    | 16 февраля 2016 года | 505         | 0.80                |
| Бри спорит с Никки по поводу того, стоит ли рисковать потенциальной травмой, ради шанса стать самой длительной действующей чемпионкой Див. Алисия и Роза спорят из-за своих видений детского душа у Розы, а Нэтти интересуется спрашивает, какие приоритеты у Мэнди в дальнейшем.                                                                 |         |                                                            |                      |             |                     |
| 64 | 6       | «Конец дружбы?» «End of a Friendship?»                     | 23 февраля 2016 года | 506         | 0.77                |
| Бри прогоняет свою сестру, когда та отказывается обсудить свой страх Никки остаться одной. Роза подчеркивает, что ее религиозная мать встречается со своим мужчиной атеистических взглядов, а Алисия Фокс рассматривает возможность прекращения своей дружбы с Пейдж.                                                                             |         |                                                            |                      |             |                     |
| 65 | 7       | «Вопрос Хартов» «Hart of the Matter»                       | 1 марта 2016 года    | 507         | 0.59                |
| Чемпионство Никки поставлено на кон, когда она сталкивается со старым врагом. Нэтти разрывается в вопросе, взять фамилию Ти-Джея или уговорить его взять её фамилию. Пейдж изо всех сил пытается сохранить свои отношения с Кевином. У Бри есть романтический настрой, чтобы побыть с Брайаном, а беременная Роза пытается найти свою цель в WWE. |         |                                                            |                      |             |                     |
| 66 | 8       | «Мир торта» «Peace of Cake»                                | 8 марта 2016 года    | 508         | 0.58                |
| Пейдж скрывает ложь от своей матери, которая в конечном итоге прекращает ее отношения с парнем. Никки боится за безопасность Бри после опасной покупки, а Роза обвиняет Бобби в том, что та неразборчива в еде. |         |                                                            |                      |             |                     |
| 67 | 9       | «Скалистый путь к восстановлению» «Rocky Road to Recovery» | 15 марта 2016 года   | 509         | 0.65                |
| Никки совершает ошибку смешивая интересы бизнеса с удовольствием, когда приглашает Джона в качестве своего тренера по реабилитации. Роза становится подозрительной, когда Бобби улетает в Вегас без нее. Нэтти изо всех сил пытается собрать всю свою семью вместе для семейного портрета.                                                        |         |                                                            |                      |             |                     |
| 68 | 10      | «Не отступать» «No Retreat»                                | 22 марта 2016 года   | 510         | 0.66                |
| Пейдж испугалась после того, как согласилась помочь фанату выйти к его семье. Бри разрывается между своими друзьями и Брайаном, когда приглашает их на медитацию, а Еве поручено сформировать команду с новичком Мэнди Роуз. |         |                                                            |                      |             |                     |
| 69 | 11      | «Кварталы одежды» «Clothes Quarters»                       | 29 марта 2016 года   | 511         | 0.56                |
| Упрямство Бри создает препятствие для новой линии нижнего белья Белл. Мэнди нацелена на воссоединение своих родителей во время совместного семейного отдыха с Нейдхартами, а Нэтти пытается сдержать нелепые выходки своего отца. |         |                                                            |                      |             |                     |
| 70 | 12      | «Детский лепет» «Baby Talk»                                | 5 мая 2016 года      | 512         | 0.64                |
| По мере окончания работ над детским душем у Розы, Пейдж преследуют болезненные воспоминания о ее прошлом. Никки полна решимости доказать, что она может пойти с Бри и Брайаном на отдых в дикой природе, а Фокс подчеркивает, что хочет найти способ решить проблемы своей семьи.                                                                 |         |                                                            |                      |             |                     |
| 71 | 13      | «Это дивы (Часть 1)» «C'est La Divas (Part 1)»             | 12 апреля 2016 года  | 513         | 0.63                |
| Дивы улетают в Париж, где одна одна получает предложение которого ждала всю жизнь. Взаимоотношения начинают рушиться, когда напряжение между Фокс и Розой накаляются до предела, а Еве оставляет Мэнди одну и уходит тусоваться с Беллами. |         |                                                            |                      |             |                     |
| 72 | 14      | «Это дивы (Часть 2)» «C'est La Divas (Part 2)»             | 19 апреля 2016 года  | 514         | 0.62                |
| Парижское путешествие Див продолжается, но в то же время и напряжённость между ними нарастает. По возвращении из Парижа Роза наконец-то встречает свой маленький комочек радости, а Никки узнает о дальнейшем продолжении своей карьеры в WWE. |         |                                                            |                      |             |                     |

## Рейтинги
| № серии | Название                        | Дата премьеры        | Зрители | Рейтинг   | Ранг за неделю на кабельном |
| ------- | ------------------------------- | -------------------- | ------- | --------- | --------------------------- |
| 1       | Любовный треугольник            | 19 января 2016 года  | 1.12    | 0.53/4    | #9                          |
| 2       | Участие в SummerSlam            | 26 января 2016 года  | 0.94    | 0.42/4.5  | #18                         |
| 3       | Правда о кошках и Дивах         | 2 февраля 2016 года  | 0.84    | 0.40/4.76 | #18                         |
| 4       | Разговоры о городе              | 9 февраля 2016 года  | 0.81    | 0.40/4.94 | #21                         |
| 5       | Приходи и правь                 | 16 февраля 2016 года | 0.80    | 0.40/4.95 | #21                         |
| 6       | Конец дружбы?                   | 23 февраля 2016 года | 0.77    | 0.40/5.15 | #21                         |
| 7       | Вопрос Хартов                   | 1 марта 2016 года    | 0.59    | 0.30/5.08 | #39                         |
| 8       | Мир торта                       | 25 августа 2015 года | 0.58    | N/A       | #50                         |
| 9       | Скалистый путь к восстановлению | 15 марта 2016 года   | 0.65    | 0.30/4.62 | #40                         |
| 10      | Не отступать                    | 22 марта 2016 года   | 0.66    | 0.30/4.52 | #33                         |
| 11      | Кварталы одежды                 | 29 марта 2016 года   | 0.56    | N/A       | #34                         |
| 12      | Детский лепет                   | 5 апреля 2016 года   | 0.64    | 0.30/4.62 | #28                         |
| 13      | Это дивы (Часть 1)              | 12 апреля 2016 года  | 0.63    | 0.18/2.9  | #28                         |
| 14      | Это дивы (Часть 2)              | 19 апреля 2016 года  | 0.62    | 0.30/4.8  | #31                         |